# Eline Thorp
Eline Thorp (Hamarøy, 6 september 1993) is een Noors zangeres. Ze nam deel aan de Noorse Melodi Grand Prix 2023 met het nummer Not meant to be.

## Biografie
Thorp werd geboren in Hamarøy in Noord-Noorwegen. In 2009 begon ze met het schrijven van muziek en het jaar erna met het produceren van muziek. In 2011 werd ze benoemd tot Ukas Urørt, een wekelijkse titel aan een nieuwkomend zangtalent door de Noorse radiozender NRK P3. Hetzelfde jaar stond ze in het voorprogramma van de band Kråkesølv. Daarnaast stond ze op festivals als Bylarm, Hovefestivalen en Slottsfjellfestivalen.
In 2014 bracht Thorp haar debuutalbum Mirror's Edge uit. Door de Noorse krant Verdens Gang werd ze omschreven als sterke nieuwe stem in de Noorse popscéne.  Na een tournee in het najaar van 2014 nam Thorp tijdelijke afscheid van de muziekscene omwille van haar angst voor optreden. Ze nam uiteindelijk acht jaar afstand van het zingen ondanks dat ze oorspronkelijk slechts zes maanden wilde stoppen. Thorp nam de tijd om haar studie in maatschappij en religie evenals een opleiding tot leraar af te ronden.
In 2023 keerde Thorp terug. Met het nummer Not meant to be nam ze deel aan Melodifestivalen 2023, de Noorse preselectie voor het Eurovisiesongfestival 2023. In de derde halve finale plaatste Thorp zich voor de finale waar ze op de zesde plaats eindigde.

## Discografie

### Albums
- 2014: Mirror's Edge

### Singles
- 2013: The Game
- 2014: Winter dust
- 2014: Violence done well
- 2023: Not meant to be